# 栖沉积物杆菌属
栖沉积物杆菌属（学名：Sediminicola）为黄杆菌科的一个属。

## 下属物种
本属包括以下物种：
- 北极栖沉积物杆菌 Sediminicola arcticus Hwang et al., 2015
- 藤黄栖沉积物杆菌 Sediminicola luteus Khan et al., 2006